# Maverick Viñales
Ne doit pas être confondu avec Viñales.
Viñales  Ruiz est un nom espagnol. Le premier nom de famille, en général paternel, est Viñales ; le second, en général maternel, souvent omis, est Ruiz.
Maverick Viñales Ruiz, né le 12 janvier 1995 à Figueras (province de Gérone, Catalogne), est un pilote de vitesse moto, vainqueur du championnat du monde de la catégorie Moto3 en 2013. En 2014, il court en Moto2 dans l'équipe de Sito Pons. En 2015, il monte en MotoGP sur une moto d'usine pour le Team Suzuki ECSTAR aux côtés de son compatriote Aleix Espargaró. Il gagne à Silverstone et finit 3e au Mans en 2016. En 2017, il court pour le Team Yamaha Factory aux côtés de l'Italien Valentino Rossi.

## Carrière

### 2012-2013: Moto3
En 2012, Viñales était en Moto3 et il a tout simplement quitté son écurie en plein Grand Prix de Malaisie, à trois Grands Prix d’une fin de saison au cours de laquelle il jouait toujours le titre face à Sandro Cortese. En 2013, il court une nouvelle fois en Moto3 mais cette fois-ci avec le team Calvo (KTM). Il se battra jusqu'à la fin face à Alex Rins et Luis Salom qui étaient eux aussi de potentiels champions. Il est sacré champion Moto3 au dernier grand prix de l'année, à Valence.

### 2014: Une saison en Moto2
Après avoir été titré en Moto3 après la course finale, Maverick passe en Moto2 dans la prestigieuse équipe de Sito Pons, un ancien pilote de Grands Prix. Il remporte sa première victoire dès la deuxième course, et, après avoir bataillé toute la saison pour le titre, termine rookie de l'année et troisième du championnat pour sa première et seule participation.

### 2015: Arrivée en MotoGP avec Suzuki

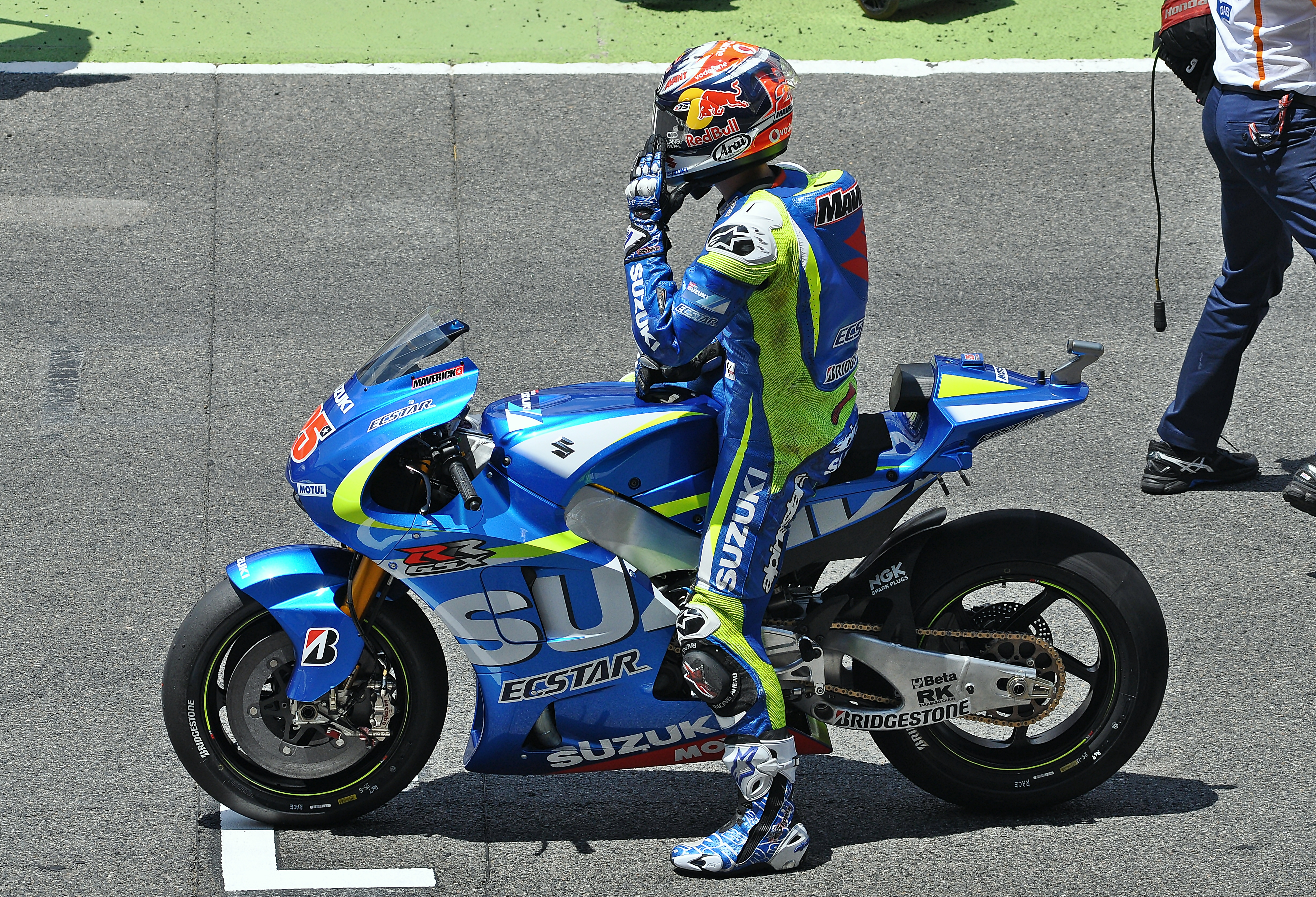
Viñales au Grand Prix d'Espagne 2015

En septembre 2014, il a été annoncé que Viñales passerait dans la catégorie MotoGP pour la saison 2015, roulant au guidon de la Suzuki l'année de retour de la marque Japonaise dans la catégorie reine. Il est associé à Aleix Espargaró dans l'équipe.
Il remporte le titre de meilleur rookie.

### 2016: Première victoire MotoGP
Après une première saison d'apprentissage riche en expérience, il poursuit avec la firme d'Hamamatsu, aux côtés d'Aleix Espargaró et obtient son premier podium au Mans en 2016. Il remporte ensuite sa première course à Silverstone, en Angleterre, la même année et termine la saison en quatrième position.

### 2017-2021: Yamaha
Étant dans l'ombre de son coéquipier Valentino Rossi, ses débuts chez Yamaha sont timides, mais il parvient tout de même à se classer troisième, avec 22 points devant Rossi, lequel finit cinquième.
2018, après une année difficile pour le constructeur Yamaha qui n'a plus vu ses pilotes monter sur le podium depuis le Grand Prix de Sachsenring 2017, finit par voir Viñales finir troisième au Grand Prix de Thaïlande et gagner le Grand Prix d'Australie sur le circuit de Phillip Island qu'il apprécie tout particulièrement.
Après beaucoup de changement dans les écuries, Yamaha décide de prolonger Maverick Viñales pour deux ans. Il est donc de retour en 2019 avec son coéquipier Valentino Rossi, et portera le no 12, un numéro qu'il utilisait plus jeune en championnat Catalan. Lors de la saison 2019, il occupe donc la place de second pilote dans le team Monster Energy Yamaha en compagnie de Valentino Rossi. Il gagne le GP des Pays-bas à Assen et le GP de Malaisie à Sepang. Après une deuxième moitié de saison où sa moto se révèle plus compétitive, il termine à la troisième place du championnat du monde MotoGP 2019, juste devant Álex Rins.
En 2020, il termine sixième du championnat.
En 2021, il poursuit sa carrière chez l'écurie officielle Yamaha dont il devient le pilote principal aux côtés de son nouveau coéquipier Fabio Quartararo. Il commence bien la saison puisqu'il vient s'imposer dès la première course, au Grand Prix du Qatar où il marque 25 points et prend la tête du championnat.
Il ne parviendra cependant pas à faire d'autre bons résultats, à l'exception du Grand Prix des Pays-Bas où il réalise la pole position, suivie d'une deuxième place, juste derrière son coéquipier.
Fin juin 2021, peu après le Grand Prix des Pays-Bas, il annonce son départ de Yamaha en fin de saison, sans préciser avec quelle équipe il s'engagera pour 2022.
Début août, à la suite du Grand Prix de Styrie, il est suspendu par Yamaha, car il est soupçonné d'avoir volontairement causé des dommages moteur à sa moto. À la suite de la parution de vidéos démontrant ses actions, Maverick Viñales présente des excuses publiques auprès de Yamaha dans un communiqué.
Le 16 août 2021, le pilote espagnol annonce sa signature chez Aprilia pour la saison 2022. À la suite de cette signature, Maverick Viñales et Yamaha décident d'un accord commun de mettre un terme à son contrat avec le constructeur japonais dès le 20 Août.

### 2021-: Aprilia
Maverick Viñales effectue deux jours de test sur la moto d'Aprilia au circuit de Misano les 31 août et 1er septembre 2021. Il commence la saison 2022 chez Aprilia aux côtés d'Aleix Espargaro. Il remporte sa première victoire avec Aprilia au Grand Prix des Amériques 2024, et devient le premier pilote depuis la création du championnat à gagner avec trois marques différentes.

## Résultats en championnat du monde

### Statistiques par saison
(Mise à jour après le Grand Prix moto solidaire de Barcelone 2024)
| Année | Cat.    | Équipe                         | Moto      | Courses | Victoires | Podiums | Poles | Meilleurs Tours | Points | Position | Titre |
| ----- | ------- | ------------------------------ | --------- | ------- | --------- | ------- | ----- | --------------- | ------ | -------- | ----- |
| 2011  | 125 cm3 | Blusens by Paris Hilton Racing | Aprilia   | 17      | 4         | 9       | 3     | 3               | 248    | 3e       |       |
| 2012  | Moto3   | Blusens Avintia                | FTR-Honda | 15      | 5         | 7       | 5     | 1               | 207    | 3e       |       |
| 2013  | Moto3   | Team Calvo                     | KTM       | 17      | 3         | 15      | 2     | 3               | 323    | 1re      | 1     |
| 2014  | Moto2   | Paginas Amarillas HP 40        | Kalex     | 18      | 4         | 9       | 1     | 5               | 274    | 3e       |       |
| 2015  | MotoGP  | Team Suzuki ECSTAR             | Suzuki    | 18      | 0         | 0       | 0     | 0               | 97     | 12e      |       |
| 2016  | MotoGP  | Team Suzuki ECSTAR             | Suzuki    | 18      | 1         | 4       | 0     | 2               | 149    | 4e       |       |
| 2017  | MotoGP  | Movistar Yamaha MotoGP         | Yamaha    | 18      | 3         | 7       | 5     | 4               | 230    | 3e       |       |
| 2018  | MotoGP  | Movistar Yamaha MotoGP         | Yamaha    | 18      | 1         | 5       | 1     | 2               | 193    | 4e       | –     |
| 2019  | MotoGP  | Monster Energy Yamaha MotoGP   | Yamaha    | 19      | 2         | 7       | 3     | 1               | 211    | 3e       | –     |
| 2020  | MotoGP  | Monster Energy Yamaha MotoGP   | Yamaha    | 14      | 1         | 3       | 3     | 0               | 132    | 6e       | –     |
| 2021  | MotoGP  | Monster Energy Yamaha MotoGP   | Yamaha    | 10      | 1         | 2       | 1     | 1               | 95     | 8e       | –     |
| 2021  | MotoGP  | Aprilia Racing Team Gresini    | Aprilia   | 2       | 0         | 0       | 0     | 0               | 3      | 8e       | –     |
| 2022  | MotoGP  | Aprilia Racing                 | Aprilia   | 20      | 0         | 3       | 0     | 0               | 122    | 11e      | –     |
| 2023  | MotoGP  | Aprilia Racing                 | Aprilia   | 20      | 0         | 3       | 1     | 1               | 204    | 7e       | –     |
| 2024  | MotoGP  | Aprilia Racing                 | Aprilia   | 20      | 1         | 1       | 1     | 1               | 190    | 7e       | –     |
| Total |         |                                |           | 247     | 26        | 75      | 26    | 24              | 2739   |          | 1     |

### Statistiques par catégorie
(Mise à jour après le Grand Prix moto solidaire de Barcelone 2024)
| Catégorie | Année     | 1er GP   | 1er Podium | 1re Victoire | Courses | Victoires | Podiums | Pole | M.tours¹ | Points | Titres |
| --------- | --------- | -------- | ---------- | ------------ | ------- | --------- | ------- | ---- | -------- | ------ | ------ |
| 125 cm3   | 2011      | QAT 2011 | FRA 2011   | FRA 2011     | 17      | 4         | 9       | 3    | 3        | 248    | 0      |
| Moto3     | 2012-2013 | QAT 2012 | QAT 2012   | QAT 2012     | 32      | 8         | 22      | 7    | 4        | 530    | 1      |
| Moto2     | 2014      | QAT 2014 | AME 2014   | AME 2014     | 18      | 4         | 9       | 1    | 5        | 274    | 0      |
| MotoGP    | 2015-...  | QAT 2015 | FRA 2016   | GBR 2016     | 180     | 10        | 35      | 15   | 12       | 1687   | 0      |
| Total     | 2011-     |          |            |              | 247     | 26        | 75      | 26   | 24       | 2739   | 1      |

## Résultats par course
| Sais | Cat     | Moto      | 1       | 2        | 3       | 4        | 5        | 6       | 7       | 8        | 9       | 10      | 11      | 12      | 13      | 14     | 15      | 16       | 17      | 18      | 19      | 20      | 21  | 22  | Clas | Pts |
| ---- | ------- | --------- | ------- | -------- | ------- | -------- | -------- | ------- | ------- | -------- | ------- | ------- | ------- | ------- | ------- | ------ | ------- | -------- | ------- | ------- | ------- | ------- | --- | --- | ---- | --- |
| 2011 | 125 cm3 | Aprilia   | QAT 9   | ESP Ab   | POR 4   | FRA 1    | CAT 2    | GBR Ab  | NED 1   | ITA 3    | ALL 3   | RTC 6   | IND 2   | RSM 7   | ARA 3   | JPN 4  | AUS 8   | MAL 1    | VAL 1   |         |         |         |     |     | 3e   | 248 |
| 2012 | Moto3   | FTR-Honda | QAT 1   | ESP 6    | POR 2   | FRA Ret  | CAT 1    | GBR 1   | NED 1   | ALL 17   | ITA 1   | IND Ret | CZE 4   | RSM 5   | ARA DNS | JPN 2  | MAL WD  | AUS Ret  | VAL 8   |         |         |         |     |     | 3e   | 207 |
| 2013 | Moto3   | KTM       | QAT 2   | AME 2    | ESP 1   | FRA 1    | ITA 3    | CAT 3   | NED 2   | GER 3    | IND 3   | CZE 2   | GBR 4   | RSM 2   | ARA 2   | MAL 5  | AUS 2   | JPN 2    | VAL 1   |         |         |         |     |     | 1er  | 323 |
| 2014 | Moto2   | Honda     | QAT 4   | AME 1    | ARG Ab  | ESP 5    | FRA 4    | ITA 9   | CAT 2   | NED 2    | GER 5   | IND 2   | CZE 6   | GBR 3   | RSM 4   | ARA 1  | JPN 2   | AUS 1    | MAL 1   | VAL Ab. |         |         |     |     | 3e   | 274 |
| 2015 | MotoGP  | Suzuki    | QAT 14  | AME 9    | ARG 10  | ESP 11   | FRA 9    | ITA 7   | CAT 6   | NED 10   | GER 11  | IND 11  | CZE Ab. | GBR 11  | RSM 14  | ARA 11 | JPN Ab. | AUS 6    | MAL 8   | VAL 11  |         |         |     |     | 12e  | 97  |
| 2016 | MotoGP  | Suzuki    | QAT 6   | ARG Ab.  | AME 4   | SPA 6    | FRA 3    | ITA 6   | CAT 4   | NED 9    | GER 12  | AUT 6   | CZE 9   | GBR 1   | RSM 5   | ARA 4  | JPN 3   | AUS 3    | MAL 6   | VAL 5   |         |         |     |     | 4e   | 202 |
| 2017 | MotoGP  | Yamaha    | QAT 1   | ARG 1    | AME Ab. | ESP 6    | FRA 1    | ITA 2   | CAT 10  | NED Ab.  | GER 4   | CZE 3   | AUT 6   | GBR 2   | RSM 4   | ARA 4  | JAP 9   | AUS 3    | MAL 9   | VAL 12  |         |         |     |     | 3e   | 230 |
| 2018 | MotoGP  | Yamaha    | QAT 6   | ARG 5    | AME 2   | SPA 7    | FRA 7    | ITA 8   | CAT 6   | NED 3    | GER 3   | CZE Ab. | AUT 12  | GBR C   | RSM 5   | ARA 10 | THA 3   | JAP 7    | AUS 1   | MAL 4   | VAL Ab. |         |     |     | 4e   | 193 |
| 2019 | MotoGP  | Yamaha    | QAT 7   | ARG Ab.  | AME 11  | SPA 3    | FRA Ab.  | ITA 6   | CAT Ab. | NED 1    | GER 2   | CZE 10  | AUT 5   | GBR 3   | RSM 3   | ARA 4  | THA 3   | JAP 4    | AUS Ab. | MAL 1   | VAL 6   |         |     |     | 3e   | 211 |
| 2020 | MotoGP  | Yamaha    | SPA 2   | ANC 2    | CZE 14  | AUT 10   | STY Ab.  | RSM 6   | EMR 1   | CAT 9    | FRA 10  | ARA 4   | TER 7   | EUR 13  | VAL 10  | POR 11 |         |          |         |         |         |         |     |     | 6e   | 132 |
| 2021 | MotoGP  | Yamaha    | QAT 1   | DOA 5    | POR 11  | SPA 7    | FRA 10   | ITA 8   | CAT 5   | GER 19   | NED 2   | STY NC  | AUT     | GBR     |         |        |         |          |         |         |         |         |     |     | 10e  | 106 |
| 2021 | MotoGP  | Aprilia   |         |          |         |          |          |         |         |          |         |         |         |         | ARA 18  | RSM 13 | AME     | EMR 8    | POR 16  | VAL 16  |         |         |     |     | 10e  | 106 |
| 2022 | MotoGP  | Aprilia   | QAT 12  | INA 16   | ARG 7   | AME 10   | POR 10   | SPA 14  | FRA 10  | ITA 12   | CAT 7   | GER Ab. | NED 3   | GBR 2   | AUT 13  | RSM 3  | ARA 13  | JAP 7    | THA 7   | AUS 17  | MAL 16  | VAL Ab. |     |     | 11e  | 122 |
| 2023 | MotoGP  | Aprilia   | POR 25  | ARG 127  | AME 4   | ESP Ab.7 | FRA Ab.9 | ITA 12  | ALL Ab. | NED Ab.7 | GBR 53  | AUT     | CAT     | RSM     | IND     | JPN    | INA     | AUS      | THA     | MAL     | QAT     | VAL     |     |     | 7e   | 204 |
| 2024 | MotoGP  | Aprilia   | QAT 109 | POR Ab.1 | AME 1   | ESP 9    | FRA 53   | CAT 128 | ITA 85  | NED 53   | ALL 127 | GBR 138 | AUT 7   | ARA Ret | RSM 16  | EMI 6  | INA 67  | JPN Ret9 | AUS 8   | THA 7   | MAL 7   | SLD 15  |     |     | 7e   | 190 |
| 2025 | MotoGP  | KTM       | THA 16  | ARG 12   | AME 14  | QAT 14   | ESP 47   | FRA     | GBR     | ARA      | ITA     | NED     | ALL     | TCH     | AUT     | HON    | CAT     | RSM      | JPN     | IND     | AUS     | MAL     | POR | VAL | 15e* | 24* |

*Saison en cours

## Palmarès

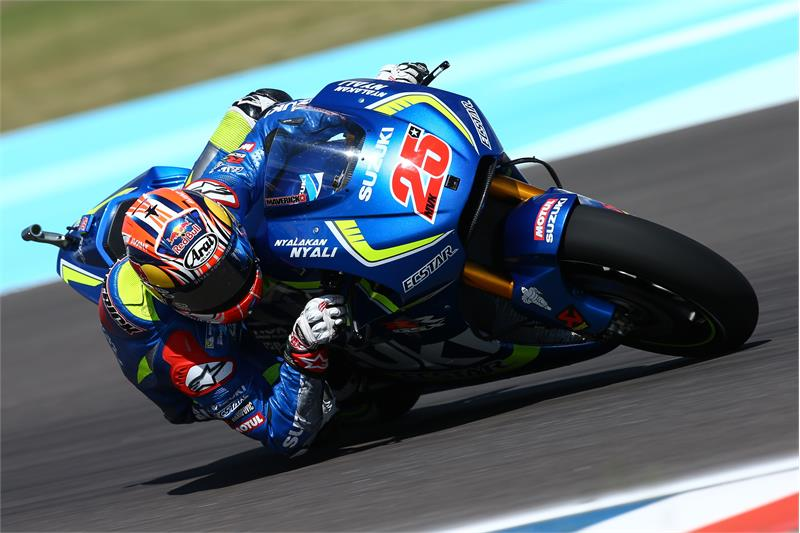
Viñales en Argentine (2016).

(Mis à jour après le  Grand Prix moto de Thaïlande 2024)
- 1 titre de champion du monde (1 en Moto3 en 2013).
- 3 places de 3e en championnat du monde en 2011 (125), en 2012 (Moto3) et en 2014 (Moto2).
- 244 départs.
- 26 victoires (10 en MotoGP / 4 en Moto2 / 8 en Moto3 / 4 en 125 cm3).
- 27 deuxièmes place.
- 22 troisièmes place.
- 26 poles (15 en MotoGP / 1 en Moto2 / 7 en Moto3 / 3 en 125 cm3).
- 75 podiums (35 en MotoGP / 9 en Moto2 / 22 en Moto3 / 9 en 125 cm3).
- 24 meilleurs tours en course.

### Victoires en125cm3: 4
| Année | Lieu du Grand Prix                           | Circuit                         | Ville   |
| ----- | -------------------------------------------- | ------------------------------- | ------- |
| 2011  | Grand Prix moto de France                    | Circuit Bugatti                 | Le Mans |
| 2011  | Grand Prix moto des Pays-Bas                 | TT Circuit Assen                | Assen   |
| 2011  | Grand Prix moto de Malaisie                  | Circuit international de Sepang | Sepang  |
| 2011  | Grand Prix moto de la Communauté valencienne | Circuit de Valence              | Valence |

### Victoires en Moto3: 8
| Année | Lieu du Grand Prix                           | Circuit                         | Ville                |
| ----- | -------------------------------------------- | ------------------------------- | -------------------- |
| 2012  | Grand Prix moto du Qatar                     | Circuit international de Losail | Doha                 |
| 2012  | Grand Prix moto de Catalogne                 | Circuit de Catalogne            | Barcelone            |
| 2012  | Grand Prix moto de Grande-Bretagne           | Circuit de Silverstone          | Silverstone          |
| 2012  | Grand Prix moto des Pays-Bas                 | TT Circuit Assen                | Assen                |
| 2012  | Grand Prix moto d'Italie                     | Circuit du Mugello              | Florence             |
| 2013  | Grand Prix moto d'Espagne                    | Circuit permanent de Jerez      | Jerez de la Frontera |
| 2013  | Grand Prix moto de France                    | Circuit Bugatti                 | Le Mans              |
| 2013  | Grand Prix moto de la Communauté valencienne | Circuit de Valence              | Valence              |

### Victoires en Moto2: 4
| Année | Lieu du Grand Prix            | Circuit                         | Ville           |
| ----- | ----------------------------- | ------------------------------- | --------------- |
| 2014  | Grand Prix moto des Amériques | Circuit des Amériques           | Comté de Travis |
| 2014  | Grand Prix moto d'Aragon      | Circuit Motorland Aragon        | Alcañiz         |
| 2014  | Grand Prix moto d'Australie   | Circuit de Phillip Island       | Phillip Island  |
| 2014  | Grand Prix moto de Malaisie   | Circuit international de Sepang | Sepang          |

### Victoires en MotoGP: 10
| Année | Lieu du Grand Prix                 | Circuit                               | Ville               |
| ----- | ---------------------------------- | ------------------------------------- | ------------------- |
| 2016  | Grand Prix moto de Grande-Bretagne | Circuit de Silverstone                | Silverstone         |
| 2017  | Grand Prix moto du Qatar           | Circuit international de Losail       | Doha                |
| 2017  | Grand Prix moto d'Argentine        | Autódromo Termas de Río Hondo         | Termas de Río Hondo |
| 2017  | Grand Prix moto de France          | Circuit Bugatti                       | Le Mans             |
| 2018  | Grand Prix moto d'Australie        | Phillip Island                        | Melbourne           |
| 2019  | Grand Prix moto des Pays-Bas       | TT Circuit Assen                      | Assen               |
| 2019  | Grand Prix moto de Malaisie        | Circuit international de Sepang       | Sepang              |
| 2020  | Grand Prix moto d’Émilie-Romagne   | Misano World Circuit Marco Simoncelli | Misano              |
| 2021  | Grand Prix moto du Qatar           | Circuit international de Losail       | Doha                |
| 2024  | Grand Prix moto des Amériques      | Circuit des Amériques                 | Austin              |